# خضر بشير
خضر بشير فنان غناء سوداني يعتبر من من رواد الغناء في السودان وله مدرسة مميزة في أسلوب والتلحين وطريقة الأداء.

## الميلاد والنشأة
ولد خضر بشير بحي شمبات في مدينة الخرطوم بحري بالسودان في عام 1914، واسمه بالكامل هو
خضر بشير بن أحمد بن الخضر بن رحمة بن أحمد الجعلي، وجده من مدينة المتمة بشمال السودان. أما أمه فهي فاطمة بنت حسن بن أحمد العركي وهي من العبدلاب من سلالة عجيب المانجلك وجدته من أبيه هي عمة الشاعر إدريس جماع.

## التعليم
بعد دخوله الخلوة في صغره لحفظ سور القرآن وتعلم مباديء الصلاة والزكاة وغيرها من تعاليم الدين الإسلامي وشعائره التحق خضر بشير بمدرسة الخرطوم الأهلية في وسط الخرطوم (عمارة بنك البركة حاليا).

## حياته الفنية
بدأت موهبته خضر الغنائية في الظهور خلال دراسته في المرحلة الابتدائية وقد كانت تلاوته القرآن في الفصل تجذب عابري الطريق إلى سوق الخرطوم بجوار المدرسة الأهلية بالخرطوم (مبنى بنك البركة حاليا) للوقوف والاستماع إليه من خارج المدرسة وكان يشاركايضا في انشطة الجمعيات الأدبية بالمدارس المتوسطة من خلال القاء القصائد الشعرية وترديد أغاني وتلحين ابيات الشعر المقررة للطلبة. ثم بدأ في تقليد كبار الفنانين في زمنه خاصة الفنان محمد أحمد سرور والذي تأثر بأعماله الفنية كثيرا.
وفي عام 1930م، سافر خضر بشير إلى مدينة ود مدني التي شهدت انطلاقة مشواره الفني الذي بدأه بالإنشاد الديني ومديح الرسول ﷺ ثم دخل عالم الغناء في عام 1950 بأغنية بعنوان «برضو ليك المولى الموالي». وغنى لأول مرة على المسرح القومي في أم درمان في نوفمبر/ تشرين الثاني عام 1957 م.
وفي منتصف ستينات القرن الماضي قدم أغنياته إلى الجمهور عبر تلفزيون السودان. كما قام برحلات فنية إلى خارج السودان وداخله، فسافر إلى دولة الإمارات العربية المتحدة وأحي حفلات في كل من إمارات أبوظبي ودبي والشارقة.

## اسلوب غنائه
غنى خضر بشير لفترة بسيطة كثنائي مع الأمين حميدة ثم انفصل ليغني بمفرده. وتتسم أغانيه بقوة الصوت والطرب على الطريقة الصوفية مع ايقاعات راقصة وغالبا ما يتحرك من موقع إلى آخر على خشبة المسرح مما يضفي على الأغنية طابع الغناء المسرحي.
ومارس خضر بشير إلى جانب أداء الأغنيات القيام بتلحينها ولحن حوالي 45 أغنية سجل منها 39 لأغنية للاذاعة السودانية في أم درمان و22 لأغنية للتلفزيون السوداني. وهناك أغان من تأليفه الخاص ومنها (النيل يا حلاوة عليك يا جميل) و(قسيم الريد تعال لي) و(حرقتني النار).
وتأثر بالفنان خضر بشير عدد من الفنانين السودانيين اللاحقين وفي مقدمتهم الفنان النور الجيلاني.

## هواياته
- كرة القدم حيث لعب في فريق شمبات الرياضي
- صيد الاسماك
- التجوال في الطبيعة حيث كان بقضي وقتا على شاطئ النيل.

## بعض أغنياته وشعرائها
- الأوصفوك، كنت معاه، لغة العيون، من يوم حبي فارقني، عالي في آدابك، عرج بي وميل (وكلها من أعمال الشاعر محمد بشير عتيق)
- الناحر فؤادي (ود الرضي)
- لملم رموشك (الشاعر اللبناني ميشيل شلهوب)
- برضي ليك المولى الموالى(إبراهيم العبادي)
- إيه يامولاي (محمود أبوبكر)
- ما أسعدك الليلة (سيد عبد العزيز)
- منارة (عبيد عبد الرحمن)
- قوم بينا نلاقي مناظر(مصطفى بطران)
- في شاطئ النيل الخصيب (حسن محمد قرشي)
- خدعوك (حسين محمد حسن)
- ساهر طرفي (حبيب حسن جار النبي)

## وفاته
توفي في عام 2001.

## نماذج من موسيقاه
وصلات من موقع يوتيوب حول أغاني خصر بشير:
- زوزو على يوتيوب
- كيف يجهلوك على يوتيوب
- جل جلاله على يوتيوب